# Bandiere di territori dipendenti
Il seguente è un elenco delle bandiere dei territori dipendenti, le bandiere cioè di quei territori coloniali o dipendenze di nazioni a cui è stato tradizionalmente consentito, da parte del governo centrale, il privilegio di affiancare la propria bandiera a quella della madrepatria.

## A
| Bandiera di Akrotiri (Regno Unito)              | Bandiera delle Isole Åland (Finlandia) | Bandiera di Anguilla (Regno Unito) | Bandiera di Aruba (Regno dei Paesi Bassi) |
| Bandiera dell'isola di Ascensione (Regno Unito) | Bandiera delle Azzorre (Portogallo)    |                                    |                                           |

## B
| Bandiera delle Isole Baleari (Spagna) | Bandiera dell'Isola Baker (Stati Uniti d'America) | Bandiera di Bermuda (Regno Unito) | Bandiera di Bonaire (Paesi Bassi) | Bandiera di Bougainville (Papua Nuova Guinea) |
| Bandiera dell'Isola Bouvet (Norvegia) |                                                   |                                   |                                   |                                               |

## C
| Bandiera delle Isole Canarie (Spagna) | Bandiera delle Isole Cayman (Regno Unito) | Bandiera di Ceuta (Spagna)                | Bandiera delle Isole Chatham (Nuova Zelanda) |
| Bandiera di Clipperton (Francia)      | Bandiera delle Isole Cocos (Australia)    | Bandiera delle Isole Cook (Nuova Zelanda) | Bandiera di Curaçao (Regno dei Paesi Bassi)  |

## D
| Bandiera di Dhekelia (Regno Unito) |

## F
| Bandiera delle Isole Falkland (Regno Unito) | Bandiera delle Fær Øer (Regno di Danimarca) |  |  |

## G
| Bandiera della Georgia del Sud e Isole Sandwich Australi (Regno Unito) | Bandiera di Gibilterra (Regno Unito)     | Bandiera della Groenlandia (Regno di Danimarca) | Bandiera di Guadalupa (Francia, DOM) |
| Bandiera di Guam (Stati Uniti d'America)                               | Bandiera di Guernsey (Corona britannica) | Bandiera della Guyana francese (Francia, DOM)   |                                      |

## H
| Bandiera delle Isole Heard e McDonald (Australia) | Bandiera di Hong Kong (Cina) | Bandiera dell'Isola Howland (Stati Uniti d'America) |  |  |

## J
| Bandiera di Jan Mayen (Norvegia)           | Bandiera dell'Isola Jarvis (Stati Uniti d'America) | Bandiera di Jersey (Corona britannica) |
| Bandiera delle Isole Juan Fernández (Cile) |                                                    |                                        |

## K
| Bandiera dell'Isola Kingman (Stati Uniti d'America) |

## L
| Bandiera dell'Isola Lord Howe (Australia) |

## M
| Bandiera di Macao (Cina)                | Bandiera di Madera (Portogallo)    | Bandiera dell'Isola di Man (Corona britannica) | Bandiera delle Isole Marianne Settentrionali (Stati Uniti d'America) |
| Bandiera della Martinica (Francia, DOM) | Bandiera di Mayotte (Francia, DOM) | Bandiera di Melilla (Spagna)                   | Bandiera dell'Atollo delle Midway (Stati Uniti d'America)            |
| Bandiera di Montserrat (Regno Unito)    |                                    |                                                |                                                                      |

## N
| Bandiera dell'Isola di Natale (Australia) | Bandiera di Niue (Nuova Zelanda) | Bandiera dell'Isola Norfolk (Australia) |
| Bandiera della Nuova Caledonia (Francia)  |                                  |                                         |

## P
| Bandiera dell'Atollo Palmyra (Stati Uniti d'America) | Bandiera dell'Isola di Pasqua (Cile) | Bandiera delle Isole Pitcairn (Regno Unito) | Bandiera della Polinesia francese (Francia, COM) |
| Bandiera di Porto Rico (Stati Uniti d'America)       |                                      |                                             |                                                  |

## R
| Bandiera di Riunione (Francia, DOM) | Bandiera della Dipendenza di Ross (Nuova Zelanda) |

## S
| Bandiera di Saba (Paesi Bassi)                         | Bandiera di Saint-Barthélemy (Francia, COM) | Bandiera di Saint-Martin (Francia, COM)  | Bandiera di Saint-Pierre e Miquelon (Francia, COM) |
| Bandiera delle Samoa Americane (Stati Uniti d'America) | Bandiera di Sant'Elena (Regno Unito)        | Bandiera di Sint Eustatius (Paesi Bassi) | Bandiera di Sint Maarten (Regno dei Paesi Bassi)   |
| Bandiera di Svalbard (Norvegia)                        |                                             |                                          |                                                    |

## T
| Bandiera del Territorio antartico britannico (Regno Unito) | Bandiera delle Terre australi e antartiche francesi (Francia) | Bandiera del Territorio britannico dell'Oceano Indiano (Regno Unito) | Bandiera di Tokelau (Nuova Zelanda) |
| Bandiera di Tristan da Cunha (Regno Unito)                 | Bandiera di Turks e Caicos (Regno Unito)                      |                                                                      |                                     |

## V
| Bandiera delle Isole Vergini americane (Stati Uniti d'America) | Bandiera delle Isole Vergini britanniche (Regno Unito) |  |  |

## W
| Bandiera dell'Isola di Wake (Stati Uniti d'America) | Bandiera di Wallis e Futuna (Francia, COM) |  |  |